# Делласега, Роберто
Роберто Делласега ((итал. Roberto Dellasega), род. 15 июня 1990 года, в Кавалезе, Италия) — итальянский прыгун с трамплина, участник Олимпийских игр в Ванкувере.
В Кубке мира Делласега дебютировал в 2008 году, в марте 2009 года первый раз попал в десятку лучших на этапе Кубка мира, в командных соревнованиях. Всего на сегодняшний момент имеет 2 попадания в десятку на этапах Кубка мира, оба в командных соревнованиях, в личных соревнованиях не поднимался выше 29-го места. Лучшим результатом Делласеги в итоговом общем зачёте Кубка мира является 82-е место в сезоне 2009-2010.
На Олимпиаде-2010 в Ванкувере показал следующие результаты: нормальный трамплин дисквалифицирован за необтекаемый костюм в квалификации, большой трамплин 44-е место в квалификации.
За свою карьеру участвовал в одном чемпионате мира, на чемпионате-2009 стал 11-м в команде, и не прошёл квалификацию, став в ней 50-м, на большом трамплине.